# Carex mucronata
Carex mucronata là một loài thực vật có hoa trong họ Cói. Loài này được All. mô tả khoa học đầu tiên năm 1785.

## Hình ảnh

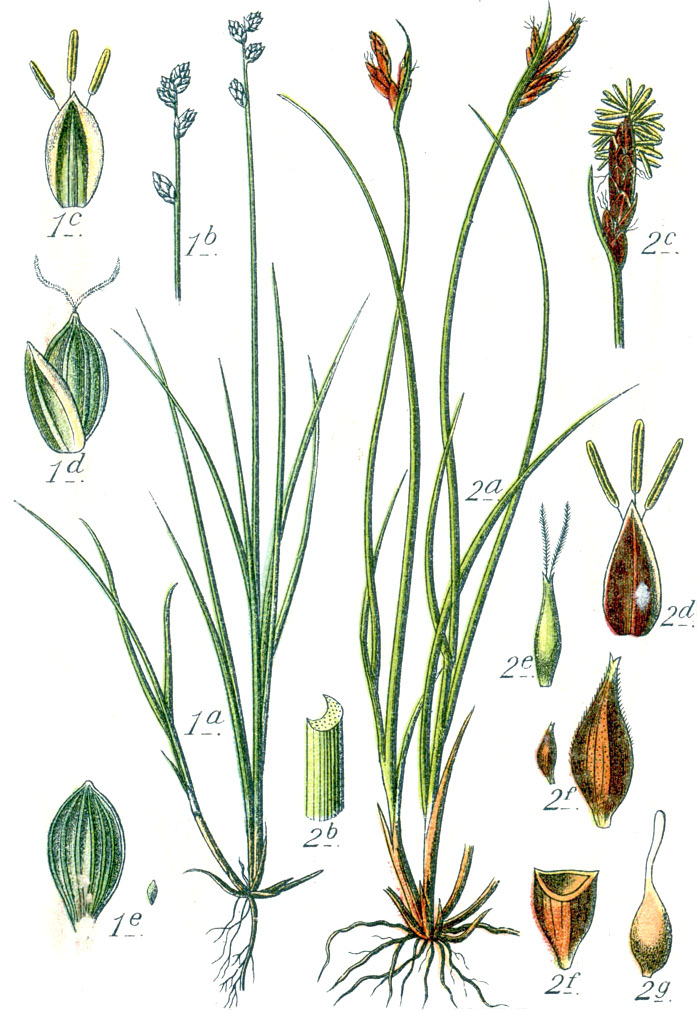
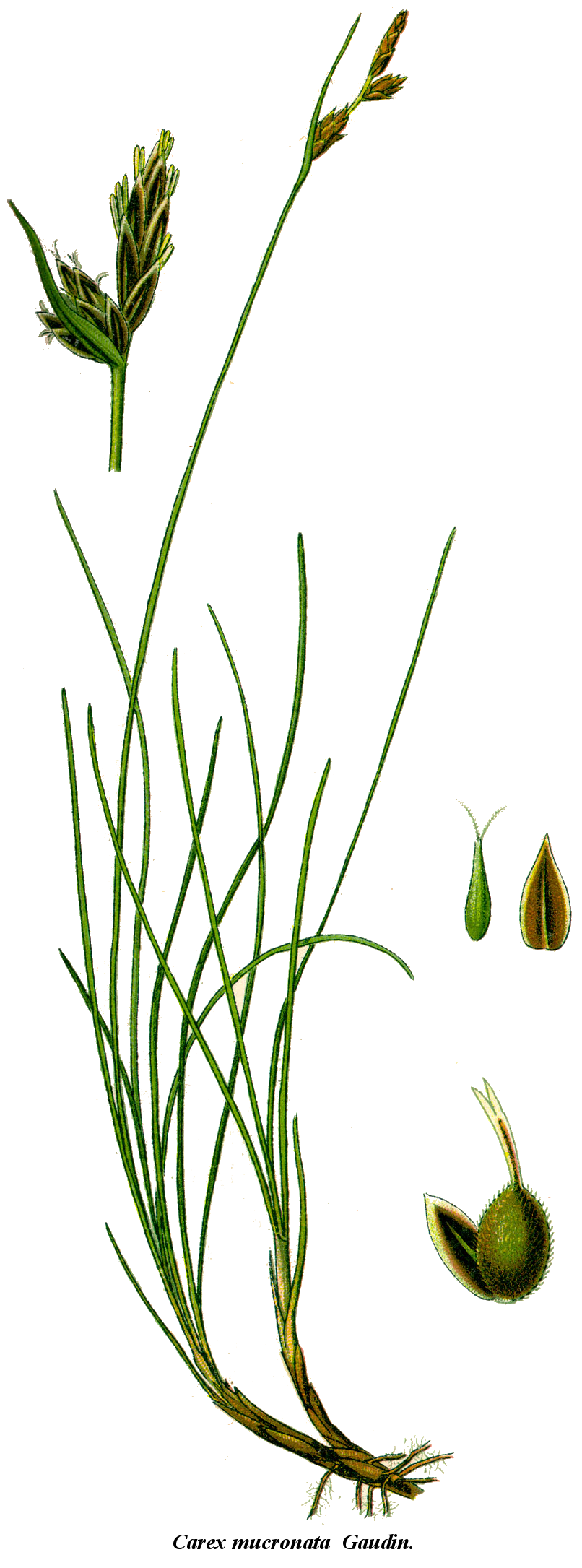
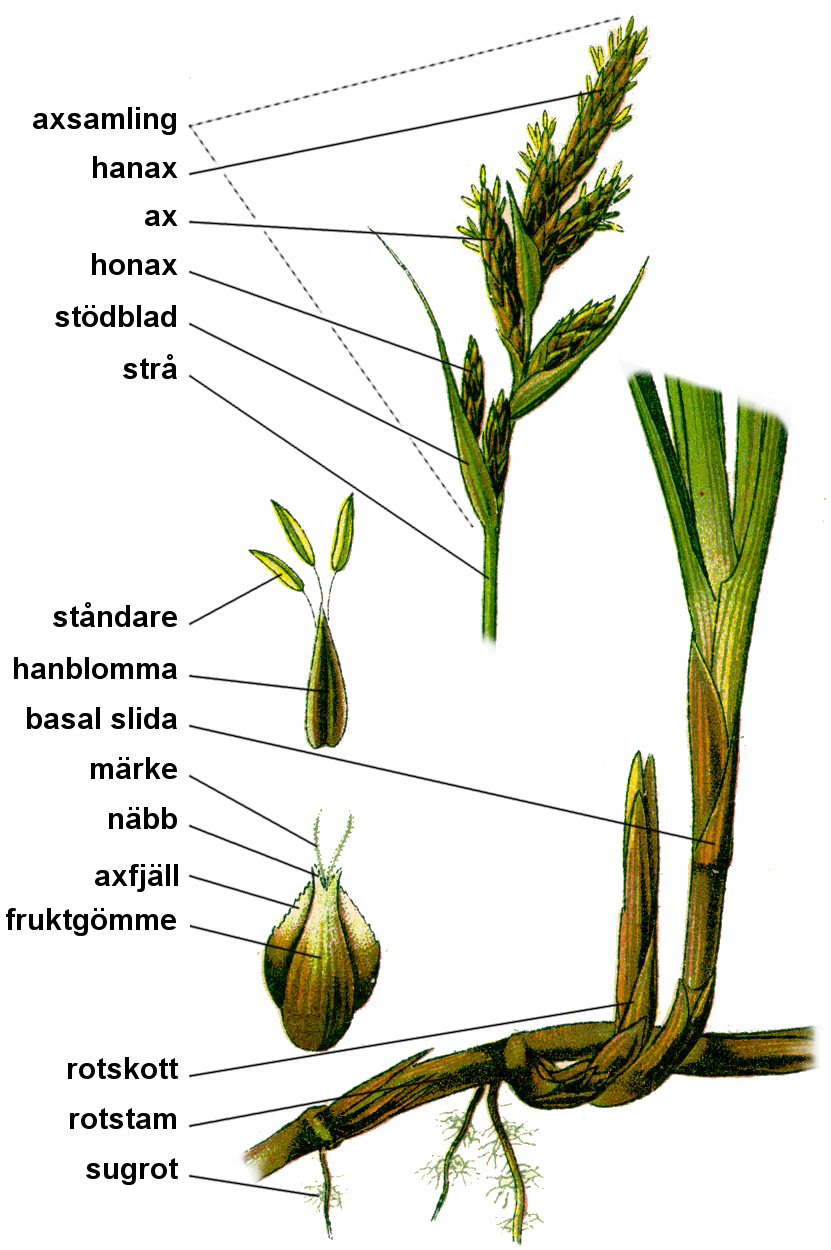